# Johnny King
Johnny King est un boxeur anglais né le 8 janvier 1912 à Manchester et mort le 6 mars 1963.

## Carrière
Il remporte le 10 octobre 1932 le titre britannique des poids coqs de la British Boxing Board of Control (BBBoC) en battant Dick Corbett (en). Le 3 juillet 1933, il échoue à remporter la ceinture IBU, détenue par Panama Al Brown,. Le 12 février 1934, il perd son titre de la BBoC contre le même Dick Corbett, qu'il récupère le 27 mai 1935 en battant Len Hampston, alors que le titre est resté vacant depuis un match nul entre Dick Corbett et Johnny King le 20 août 1934. King garde son titre jusqu'à sa défaite contre Jackie Paterson le 10 février 1947,.